# Cyanea calycina
Cyanea calycina là loài thực vật có hoa trong họ Hoa chuông. Loài này được (Cham.) Lammers mô tả khoa học đầu tiên năm 1998.